# Hexadactilia borneoensis
Hexadactilia borneoensis är en fjärilsart som beskrevs av Ernst Arenberger 1995. Hexadactilia borneoensis ingår i släktet Hexadactilia och familjen fjädermott. Inga underarter finns listade i Catalogue of Life.